# WWE Raw Women's Championship
ARATATITLU
ARATATITLU
WWE Women's Championship este un titlu de wrestling profesionist creat și utilizat de către compania WWE, în Raw. Titlul a fost creat pe 3 aprilie din 2016 și a fost introdus la WrestleMania 32 de Lita, un eveniment în care a avut loc o luptă între atunci Campioana Divelor Charlotte, Sasha Banks și Becky Lynch pentru a defini prima campioană, meci care a fost câștigat de Charlotte. Actuala campioană este Bianca Belair

## Istorie

### Prezentarea la WrestleMania 32
La WrestleMania 32, Charlotte urma să apere Campionatul Divelor cu Becky Lynch și Sasha Banks, dar în timpul Kick-Offului, membrul al Hall of Fame Lita a prezentat noul titlu din cauza cererii mari, care ar înlocui Campionatul Divelor. Cu Campionatul de Dive desființat, lupta pentru campionatul divelor avea să devină una pentru noua centură Women's Championship, lăsând în istorie acel Women's Championship apărat între anii 1956 și 2010, și WWE Divas Championship apărat într-e anii 2008 și 2016.

### Separarea mărcilor (2016-prezent)
Pe 19 iulie la SmackDown în timpul Draftului, campioana Charlotte, care câștigase titlul la WrestleMania 32 a fost transferată la Raw. Ca urmare, a fost creată centura SmackDown Women's Championship pentru SmackDown, în timp ce acest campionat a fost redenumit ca Raw Women's Championship. 

## Campioane
| Nmr. | Campioană       | Număr | Dată              | Zile | Locație             | Eveniment                  | Note | Ref.   |
| ---- | --------------- | ----- | ----------------- | ---- | ------------------- | -------------------------- | --- | ------ |
| 1    | Charlotte       | 1     | 03 aprilie 2016   | 113  | Arlington, TX       | WrestleMania 32            | Acesta a fost un meci de triplă amenințare, în care au luptat Becky Lynch și Sasha Banks, pentru a determina campioana inaugurală. Campionatul Divas, pe care Charlotte îl deținea atunci, a fost desființat în favoarea noului Women's Championship. Titlul a devenit exclusiv pentru brandul Raw după Draftul din 2016. WWE recunoaște că deținerea lui Charlotte este de 114 zile. | [ 2 ]  |
| 2    | Sasha Banks     | 1     | 25 iulie 2016     | 27   | Pittsburgh, PA      | Raw                        | | [ 3 ]  |
| 3    | Charlotte       | 2     | 21 august 2016    | 43   | Brooklyn, NY        | SummerSlam                 | Titlul a fost redenumit ca Raw Women's Championship pe 5 septembrie 2016, după crearea a noului SmackDown Women's Championship. | [ 4 ]  |
| 4    | Sasha Banks     | 1     | 3 octombrie 2016  | 27   | Los Angeles, CA     | Raw                        | | [ 5 ]  |
| 5    | Charlotte Flair | 3     | 30 octombrie 2016 | 29   | Boston, MA          | Hell in a Cell             | A fost un Hell in a Cell match. | [ 6 ]  |
| 6    | Sasha Banks     | 2     | 28 noiembrie 2016 | 20   | Charlotte, NC       | Raw                        | A fost un falls count anywhere match. | [ 7 ]  |
| 7    | Charlotte Flair | 4     | 18 decembrie 2016 | 57   | Pittsburgh, PA      | Roadblock: End of the Line | A fost un 30-minute Iron Man match, în care Flair a învins 3–2. | [ 8 ]  |
| 8    | Bayley          | 1     | 13 februarie 2017 | 76   | Las Vegas, NV       | Raw                        | | [ 9 ]  |
| 9    | Alexa Bliss     | 1     | 30 aprilie 2017   | 112  | San Jose, CA        | Payback                    | | [ 10 ] |
| 10   | Sasha Banks     | 1     | 20 august 2017    | 8    | Brooklyn, NY        | SummerSlam                 | | [ 11 ] |
| 11   | Alexa Bliss     | 2     | 28 august 2017    | 223  | Memphis, TN         | Raw                        | | [ 12 ] |
| 12   | Nia Jax         | 1     | 08 aprilie 2018   | 70   | New Orleans, LA     | WrestleMania 34            | | [ 13 ] |
| 13   | Alexa Bliss     | 3     | 17 iunie 2018     | 63   | Rosemont, IL        | Money in the Bank          | A încasat servieta Money in the Bank. | [ 14 ] |
| 14   | Ronda Rousey    | 1     | 19 august 2018    | 232  | Brooklyn, NY        | SummerSlam                 | | [ 15 ] |
| 15   | Becky Lynch     | 1     | 8 aprilie 2019    | 232+ | East Rutherford, NJ | WrestleMania 35            | | [ 16 ] |